# Herold (Pferd)
Herold (* 5. Mai 1917; † 1945) war ein Englischer Vollbluthengst. Er wurde auf dem Hauptgestüt Graditz von Dark Ronald aus der Hornisse gezogen.

## Abstammung
Herolds Mutter Hornisse war auf der Rennbahn sehr erfolgreich. Unter anderem belegte sie im Preis der Diana 1911 den 2. Platz. Ihr Vater war der vom Gestüt Graditz nach seiner Rennkarriere importierte englische Derby-Sieger Ard Patrick, ein Enkel der ungeschlagenen Legende St. Simon. Ihre Mutter war die ebenfalls aus England importierte Hortensia, Tochter des englischen Derby-Siegers Ayrshire und Enkelin von Hampton, dem Großvater von Dark Ronald. Herold war also eine 3x4-Inzucht auf den von Herolds Züchter Siegfried von Lehndorff von Jugend an bewunderten Hampton.

## Rennkarriere
Herold erbte von seinem Vater die Schwäche an den Vorderbeinen und musste schon als Jährling an einem der vorderen Fesselgelenke gebrannt werden. Trotz dieser schweren Operation und seiner relativ späten Geburt debütierte Herold bereits zweijährig erfolgreich auf der Rennbahn, kam jedoch lahm aus diesem Rennen zurück und musste schließlich auch am anderen vorderen Fesselgelenk gebrannt werden. Diese heute umstrittene und nicht mehr praktizierte medizinische Maßnahme schlug bei Herold allerdings viel besser als bei seinem Vater an, so dass er bereits im nächsten Frühjahr wieder auf die Bahn zurückkehrte und im Flagoelet-Rennen auf Anhieb über 13 Gegner triumphierte. Daran schloss sich über dieselbe Distanz das klassische Henckel-Rennen an, das Herold ähnlich zu dominieren schien. In falscher Siegesgewissheit ließ Herolds Jockey Julius Rastenberger jedoch das Pferd austrudeln, wodurch Herold um einen Kopf geschlagen wurde. Dieser Fauxpas kostete Herold letztlich die begehrte Triple Crown, denn im Deutschen Derby setzte sich Herold endgültig als Dominator eines starken Jahrgangs durch, dem neben den Dark Ronald-Söhnen Nubier und Wallenstein vom Gestüt Schlenderhan auch der Fels-Sohn und Nereide-Vater Laland angehörte. Darüber hinaus wurde das Siegen noch durch den ein Jahr älteren Dark Ronald-Sohn Eckstein erschwert. Nach dem Derby gewann Herold mit dem Großen Preis von Berlin, dem St. Leger und dem damals besonders renommierten Gladiatoren-Rennen alle bedeutenden deutschen Rennen (die Rennen in Baden-Baden fielen 1920 kriegsbedingt aus). Seine Überlegenheit wurde ihm nun zum Verhängnis. Wahrscheinlich auf Druck der Rennvereine und der privaten Rennställe ordnete der preußische Oberlandstallmeister Großcurth nämlich die Beendigung von Herolds Rennkarriere an, ein wohl in der ganzen Turfgeschichte einmaliger Vorgang. Da die Söhne Dark Ronalds fast alle ihren Leistungszenit erst mit vier Jahren erreichten, ist es verständlich, dass Siegfried von Lehndorff bis an sein Lebensende mit dieser Entscheidung und der unnötigen Niederlage im Henckel-Rennen haderte.

## Zuchtkarriere
Nachdem er kerngesund seine Rennkarriere beenden musste, kehrte Herold nach Graditz zurück und erkrankte prompt an der dort grassierenden Virusanämie. Herold brauchte zwei Jahre, um sich von dieser schweren Krankheit zu erholen, der auch seine Mutter Hornisse zum Opfer fiel. Zu diesem Zeitpunkt hatte aber sein Mentor Siegfried von Lehndorff Graditz bereits in Richtung Trakehnen verlassen und Herold bekam nur zweitklassige Stuten von kleinen Züchtern, die besseren Stuten wurden von den überaus bewährten Deckhengsten Dark Ronald und Nuage gedeckt. Als er dann aber aus sehr mäßigen Stuten die Derby-Sieger Lupus und Dionys zog – Lupus gewann auch noch das St. Leger – war der Bann gebrochen und Herold bekam fortan – zumindest vom heimischen Gestüt Graditzer – die besten Stuten.
In dieser Zeit zeugte er seinen besten Sohn, Alchimist, und den ebenfalls sehr guten Vererber Arjaman. Sein Sohn Effendi hätte dem großen Ticino sogar beinahe den Derby-Sieg weggeschnappt, wenn Effendi nach dem überlegenen Sieg im Union-Rennen über Ticino nicht verletzungsbedingt auf das Derby hätte verzichten müssen. Auch der Gewinner des Braunen Bandes Panzerturm sollte als erfolgreicher Nachkomme nicht unerwähnt bleiben.
Herolds Töchter waren nicht minder erfolgreich. Unter ihnen sticht besonders die beste Graditzer Stute Sichel hervor. Neben dem Henckel-Rennen, dem Preis der Diana, dem Großen Preis von Berlin (Gruppe I) und dem Großen Preis von Baden hätte sie wahrscheinlich auch das Derby gewonnen, wenn sie eine Nennung dafür gehabt hätte. Mit der Antonia, die eine bis in die heutige Zeit aktive, große Familie begründen konnte, und der Lehnsherrin konnte Herold zwei weitere Diana-Siegerinnen stellen. Über die Lehnsherrin und deren Sohn Der Löwe (1944–1973), Gewinner des Großen Preises von Baden von 1948, verläuft eine der wichtigsten Brücken von Dark Ronald in die Hannoversche Warmblutzucht. Nicht minder bedeutend ist sein Einfluss auf die Trakehner-Zucht durch seinen Enkel Pasteur (1963–1985). Das Dressur-Wunderpferd Totilas stammt in direkter Hengstlinie von Pasteur und damit auch von Herold und Dark Ronald ab.
Herold wurde 1931 und 1933 Champion der Vaterpferde in Deutschland. Durch die Wirtschaftskrise fehlte in Graditz das Geld für neue Stuten, so dass es auf Graditz schließlich fast nur noch Stuten gab, die von Herold selbst, seinem Vater Dark Ronald oder seinem Sohn Alchimist abstammten. Unter diesen misslichen Umstände bewährte sich Herold auch in gewagten Inzuchtexperimenten. So entstand aus der Paarung mit seiner Enkelin Astrologie der sehr gute Agamemnon, der auch ein nachhaltiger Deckhengst wurde. Aus der Paarung seiner Tochter Artischocke mit seinem Sohn Alchimist ging die erfolgreiche Akazie hervor, immerhin die Urgroßmutter des legendären Springpferdes Deister. Herold blieb bis ins hohe Alter zeugungsfähig. 1944 wurde sein letzter bedeutender Sohn Bürgermeister, Halbbruder des Birkhahn und Vater des oben bereits erwähnten Pasteurs, geboren. Als sich gegen Ende des Zweiten Weltkrieges russische Truppen dem Gestüt Graditz näherten, musste man den betagten Herold dort zurücklassen und er kam in den Wirren des Krieges um.

## Nachwirkung
Siegfried von Lehndorff blieb es nicht vergönnt, die enorme Nachhaltigkeit seines Lieblingspferdes in der Voll- und Warmblutzucht noch zu erleben. Die beiden führenden Hengste der privaten Gestüte Schlenderhan und Erlenhof, Oleander und Ticino dominierten in seiner Zeit die deutsche Vollblutzucht, weil sie viel mehr Nachkommen hatten. Beiden fehlten aber die Nachhaltigkeit, die Herold und seinen Sohn Alchimist so auszeichneten. Während die Hengstlinien von Oleander und Ticino schon lange ausgestorben sind, ist die von Herold sowohl in der Voll- als auch in der Warmblutzucht noch bestens vertreten. So geht beispielsweise der Galopper des Jahres 2010 Scalo in direkter Hengstlinie auf Herold zurück. Insgesamt ist Herold unter den in Deutschland gezogenen Vollblütern am stärksten in den Stammbäumen heutiger Voll- und Warmblüter vertreten.